# Made for Now
«Made for Now» es una canción de la cantante estadounidense Janet Jackson y el cantante puertorriqueño Daddy Yankee. Está producida por el compositor inglés, músico y productor Harmony Samuels. El sencillo se estrenó en descarga digital el 17 de agosto de 2018 con un vídeo musical dirigido por Dave Meyers estrenado simultáneamente. Es el primer sencillo de Janet Jackson desde "Dammn Criatura" (2016), el último single de su undécimo álbum de estudio Unbreakable (2015). También marca el inicio de una nueva asociación con un distribuidor de música independiente, Cinq Music, que distribuirá el material para el sello discográfico Rythm Nation de Janet Jackson.

## De fondo y liberación
El proyecto empezó con anterioridad a Janet Jackson que empieza su Estado de la Visita Mundial en septiembre de 2017. Harmony Samuels ha declarado que Jackson quiso grabar una canción aproximadamente amor, unidad y "el mundial venidero junto" y creó un campamento de escritura con su Un&R. Dibujo en su patrimonio nigeriano propio y trabajo pasado con artistas de registro nigeriano, Samuels pensó aproximadamente haciendo un cultural y Afrocentric canción con Latino inspiración y grabó él con Al Sherrod, Shawn Butler, Verren Wade, y Edgar Etienne. Después de oírlo, Jackson hizo cambios así que la canción podría "cabida le" y grabó él con Jimmy de colaboradores de tiempo largo Mermelada y Terry Lewis, quién había producido nueve Cartelera Caliente 100 número-un golpe singles con su entre 1986 y 2001. Cuando a la adición de Daddy Yankee a la pista, Armonía Samuels ha declarado que piensa que esté escogido debido a "ser Latino, habiendo tal base de seguidor enorme allí y siendo así que dopa también." Hable positivamente sobre la conexión y energía entre Jackson y Daddy Yankee, y expresó que "es justo bonito de traer las culturas diferentes juntas en este tiempo ahora mismo."
"Hecho por ahora" era oficialmente anunciado encima agosto 12, 2018, por Janet Jackson a través de medios de comunicación sociales. La colaboración con yanqui de Papá estuvo informada encima julio 23, 2018, después de varias imágenes sobre la filmación del vídeo de música estuvo filtrada en el Internet y un estilista de armario alegaron para tener trabajado en el clip. "Hecho por ahora" es Jackson primer solo y vídeo de música desde "Dammn Criatura", liberado en mayo de 2016. Encima agosto 16, 2018, Jackson junto con su hermano y Nación de Ritmo socio empresarial Randy Jackson anunció que eran parterning con Cinq Música. Aquel último está sabido para su trabajo en el mercado de música latino y sería trabajar con Jackson para distribuir "Hecho por ahora" así como liberaciones futuras.

## Composición
"Hecho por ahora" ha sido descrito como mezcla de pop, afrobeat, dancehall y reggaeton. Sídney Maddison de NPR comentó: "Producido por Harmony Samuels y estirando de Afrobeat y reggaeton tambores y percusión, el enlace de Señora Jackson arriba con yanqui de Papá, uno de reggaeton la mayoría de nombres famosos, para la ocasión prueba (una vez más) sabe cómo para tocar al cultural innovators." Steven J. Horowitz De la cartelera refirió a la canción como "un que apoya pop bop con un ligero tropical hue aquello saca su de la tormenta de medianoche R&B de 2015 Unbreakable y le trae atrás a la pista de baile."

## Temas
Brooke Marina de W la revista consideró las letras para ser de Jackson un mensaje de mujeres empowerment dados el soporte vocal del cantante del Me Demasiado movimiento en la 2018 Música de Cartelera Premios. Declare: "Cuándo Jackson canta, 'no para, 'causa I rotura aquellos techos,' quizás está refiriendo a los obstáculos que cara de mujeres en la industria de música y más allá." En las palabras propias de Jackson, "Por fin, las mujeres han hecho aclare que ya no seremos controlados, manipulados, o maltratados" y Marinos argumentados que "no es fuera del reino de posibilidad que esté inspirada para incorporar aquel mensaje a su más tardío solo." Althea Legaspi de Rodar Stone declaró que el "uplifting" el mensaje de la canción "defiende para disfrutar y abrazando el presente" con las letras que "Viven de momento/ no para/ Celebrar el sentimiento/ Remonta." Alex Robert Ross de Vicio Noisey remarcado que la canción positivity "podría banda sonora un blockbuster película sobre la ONU que aguanta un baile-fuera para paz mundial."

## Vídeo de música
El vídeo de música para "Hizo por ahora" estuvo dirigido por director americano Dave Meyers. La filmación tuvo lugar en julio de 2018 en Brooklyn, Ciudad de Nueva York, Estados Unidos. Meyers Anteriormente había trabajado con Janet Jackson encima "Todo para ti" (2001), " Te Quieres" (2004), "Justo un Poco Mientras" (2004), "Ningún Sleeep" (2015), y "Dammn Criatura" (2016). El clip presenta una variedad de bailarines de Ghana, Nigeria, Granada, Trinidad, y los Estados Unidos que actúan un eclectic mezcla de africano-coreografía inspirada.

## Rendimientos vivos
Janet Jackson y Daddy Yankee interpretaron la canción en vivo por primera vez en El Esta noche Muestra Protagonizar Jimmy Fallon el 17 de agosto de 2018, siendo la reaparición televisiva de Janet Jackson después 14 años.

## Historia de liberación
| Región | Fecha                | Formatos         | Etiqueta                 | Ref.          |
| ------ | -------------------- | ---------------- | ------------------------ | ------------- |
| Varios | 17 de agosto de 2018 | Descarga digital | Rhythm Nation Cinq Music | [ 22 ] [ 23 ] |